# Sint-Franciscuskapel (Steyl)
De Sint-Franciscuskapel is een kapel in Steyl in de Nederlandse gemeente Venlo. De kapel staat aan de Kloosterstraat bij 15 in het noordwesten van het dorp.
De kapel is gewijd aan de heilige Franciscus van Assisi.

## Geschiedenis
In de periode 2014-2019 werd de kapel door Henk Maeghs gebouwd in zijn eigen tuin. Op 4 oktober 2019 werd de kapel ingewijd, de datum van Werelddierendag, de feestdag van Sint Franciscus van Assisi.

## Gebouw
De bakstenen kapel is opgetrokken op een rechthoekig plattegrond en wordt gedekt door een zadeldak met pannen. Alleen in de achtergevel heeft de kapel een segmentboogvormig venster, voorzien van glas-in-lood. De frontgevel en achtergevel zijn een topgevel, waarbij de frontgevel een gezwenkte gevel is. In de frontgevel bevindt zich bovenin een stervormig muuranker en eronder de segmentboogvormige toegang die wordt afgesloten met een laag hekje.
Van binnen is de kapel wit gepleisterd met een lambrisering van tegels. Tegen de achterwand is een bakstenen altaar gemetseld. Op het altaar staat een beeld van de heilige Sint-Franciscus.